# سيرة سالمون (رواية)
سيرة سالمون رواية للكاتب المغربي محمد عز الدين التازي الحائز على عدة جوائز منها: جائزة فاس للثقافة والإعلام لسنة 1976، جائزة المغرب للكتاب عام 1977، جائزة العويس الثقافية في القصة والرواية عام 2013، جائزة الطيب صالح للرواية لعام 2013 عن رواية “يوم آخر فوق الأرض"، موضوع الرواية سيرة مغن يهودي مغربي اسمه سامي المغربي أو سلامون أمزلاج (1922-2008). صدرت الرواية عن سليكي أخوين بطنجة، وقد جاءت في عشرة فصول غير معنونة.

## نبذة عن الرواية
تحكي الرواية عن المغني المغربي المعروف باسم سامي المغربي، وهو الاسم الفني الذي يعرف به في الوسط الفني، تُعدّ من الأعمال الأدبية الطريفة التي تتناول موضوع الوجود اليهودي في المغرب برؤية منفتحة وإنسانية، بعيدة عن التنميطات السلبية المكرّسة في عدد من الأعمال الأدبية العربية. تنطلق الرواية من شخصية «سالمون»، أو كما يُعرف أيضًا بـ«سامي المغربي»، المغني اليهودي المعروف، لتعيد تشكيل ملامح هذه الشخصية داخل نسيج المجتمع المغربي، بوصفه فردًا فاعلًا ومندمجًا، يحمل ولاءً لوطنه، ويعيش علاقات طبيعية مع محيطه، دون أن يطغى عليه هاجس الهجرة أو الانفصال.
الرؤية التي يصدر عنها التازي في هذه الرواية متعددة الأبعاد ومنفتحة على التنوع المغربي، حيث يتم تقديم الشخصية اليهودية بعيدًا عن القوالب النمطية التي رسختها بعض الروايات العربية، والتي غالبًا ما صورت اليهودي من خلال صفات سلبية كالبخل والخيانة والعمالة والغدر. في سيرة سالمون، يُقدَّم البطل كإنسان حساس، فنان، ووطني، يعاني من التحولات الاجتماعية والسياسية، لكنه لا يفقد صلته بوطنه. فعلى الرغم من الإغراءات التي كانت تدفع يهودًا كُثرًا إلى الهجرة إلى «أرض الميعاد»، فإن سالمون يختار البقاء، ويُجبر لاحقًا على مغادرة المغرب، من جراء شائعة تحكي عن علاقة بينه وبين أميرة من القصر الملكي، لكن ليس إلى إسرائيل، بل إلى كندا، حيث يظل المغرب حيًا في ذاكرته ووجدانه.
وتكمن أهمية هذه الرواية في كسرها للثنائيات الجاهزة (يهودي/عربي، خائن/وطني)، واستبدالها بصورة أكثر تعقيدًا وإنسانية لليهودي المغربي، ما يعكس واقعًا تاريخيًا متجذرًا في تعايش طويل بين المسلمين واليهود في المغرب. الرواية لا تستند إلى رؤية أيديولوجية أو دينية مغلقة، بل تعتمد مقاربة سردية تعتمد الانفتاح والتسامح، وتُرسخ نموذجًا مواطنيًا ليهودي مغربي، جزء لا يتجزأ من نسيج المجتمع، له خصوصيته وحقه في التعبير عن ذاته، كما له انتماؤه الوطني الواضح.
ومن خلال هذه المقاربة، تُعيد سيرة سالمون الاعتبار إلى الذاكرة الجماعية المغربية متعددة الديانات والثقافات، وتساهم في إبراز ملامح التعدد الهوياتي للمغرب، بعيدًا عن الإقصاء أو الاختزال. إنها رواية تواجه النسيان بالتذكر، والإقصاء بالاعتراف، والتشويه بإعادة التمثيل الجمالي للآخر، مما يجعلها تندرج ضمن الأدب الذي يسعى إلى المصالحة مع الذات الجماعية والتاريخ المتعدّد.

## شخصيات الرواية
سالمون/سامي المغربي

سلامون درس المحاسبة واشتغل في مجاله في شركة "لاميطا"، قدمه المؤلف كموظف عرف باستقامته، كمسؤول عن التسويق ومراقبة الإنتاج والتوزيع. لكن سلامون آخر كان يسكن شخصه، سلامون الفنان، دخل المعهد الموسيقي موازاة مع عمله، فتعلم العزف على العود وغنى أشكالا من أنواع الطرب الغرناطي والملحون والشعبي. غنى في "ملهي رضوان" ونال شهرة فيه، وأصبح اسمه الفني "سامي المغربيّ يقول سامي في أحد حواراته: 
"ما كان قصدي أن أتنكر لاسمي اليهودي، لكني وجدت في سامي معنى السمو في الفن والأخلاق، وما أتوق إليه من مكارم" ص 132
كما قدمه التازي في سيرة سالمون كفنان يهودي مغربي حمل الأغنية المغربية بروح أصيلة إلى جمهور واسع. جمع بين موهبته الفنية ووفائه العميق لوطنه، فاختار البقاء في المغرب رغم موجات هجرة طائفته. أجبرته شائعة عن علاقة بأميرة من القصر على الرحيل إلى كندا، لكن ذاكرته وأغانيه ظلت مشبعة بحب المغرب. تمثل شخصيته رمزًا للتلاقي بين الإبداع الفني والانتماء الوطني.
"إني أجد راختي في العيش هنا، في بلدي المغرب، ولا أشغل نفسي بأسطورة أرض الميعاد". ردا على أحد رجال الأعمال اليهود 5كوهين° ص 122 
ماسودي هي المرأة التي ستصبح زوجته، وهي ابنة رجل الأعمال كوهين، أحبها سامي خلال السهرات التي كان يحييها في منزلهم، فتزوجا وكونا أسرة وظلت مشاعر الحب متأججة بينهما حتى الممات، وقد سخر المؤلف لهذه المشاعر لغة شاعرية تفيض بالحرارة الوجدانية. وأما باقي الشخصيات فهي تدور في فلك الشخصية المحورية من عائلة سامي وعائلة ماسودي ورجال الأعمال وعلاقتهم بالشركة التي يعمل فيها، وأميرة القصر التي كان لها دور حاسم في قلب مسار الحياة خيث اضطر بسبب الشائعات المحاكة إلى مغادرة المغرب هو وأسرته إلى كندا.

## أسلوب الرواية
تؤالف الرواية بين جنسين أدبيين هما جنس السيرة كما يدل عليها عنوانها وجنس الرواية كما يصنفها مؤلفها. وكأن الرواية تجمع بين محاسنهما معا، هي سيرة لكنها بضمير الغائب مما يجعلها ضمن السيرة الغيرية، وفي نفس الوقت هذا جعل الكاتب يخصص مساحة أوسع للبطل ليكون شخصية محورية، بتفاصيل حياتها المهنية والفنية والأسرية وحتى السياسية. وكان من فضل الانتماء الروائي أن سمح الكاتب لنفسه بأن يوظف خبرته السردية في صنع المشاهد وخلق الحوارات، والغوص في المشاعر الوجدانية واستثمار الآحداث التاريخية فكانت اللغة السردية في الرواية تمزج بين الفصحى المشوبة بإيقاع شعري وبين تعابير محلية مغربية، وخاصة ما يتعلق بالقصائد الشعرية الغنائية التي كانت متداولة بين المغاربة، ما يضفي على النص نكهة ثقافية خاصة، ويجعل الشخصيات تتحرك في فضاء لغوي نابض بالحياة. كذلك، يميل الكاتب إلى استخدام الوصف الحسي للمكان والمشهد، بحيث يتحول الحي اليهودي، والمقاهي، والحفلات الفنية، إلى لوحات نابضة تُعيد رسم صورة المغرب المتعدد.
وقد وظف المؤلف في حبكته السردية تقنية دائرية حيث كانت نقطة البداية هي وفاة سامي المغربي، ومن ثمة وبتوظيف تقنية الاسترجاع تمت العودة إلى مراحل حياته من ما قبل الشهرة إلى الشهرة والاغتناء إلى الترحيل والوفاة.

يقول سامي المغربي في أحد الحوارات التي أجريت معه: 
ما هو الفن؟
تردد سامي في الجواب ثم قال:

الفن شحنة من العواطف والأفكار، تعبر عن المعاني الإنسانية، ومن الناس من يعبر عنها بالغناء أو بالفنون الأخرى والكتابة. ص 187 
وعن سؤاله عن الحب: 
"هل زوجتك ماسودي رمز المرأة في حياتك؟

هي كل شيء في حياتي، وأنا أنظر من خلالها إلى المرأة التي يجب أن تكرم في كل المناسبات، أما زمناضلة، وحبيبة تضحي من أجل أن يكون حبيبها سعيدا" ص 187 